# Allongo
Allongo (ou Alongo) est un village côtier situé dans le Sud du Bénin, dans le département du Mono, la commune de Grand-Popo et l'arrondissement d'Avloh, à proximité de la frontière avec le Togo. Il fait partie de la Bouche du Roy, l'une des 4 aires communautaires de la 
réserve de biosphère transfrontalière du delta du Mono.

## Géographie et environnement
Allongo se trouve sur une étroite bande de terre séparant le fleuve Mono de l'océan Atlantique.
Le village est entouré d'une mangrove qui abrite des milliers d'oiseaux et sert aussi de frayère aux poissons et aux crustacés. Cependant cette mangrove est menacée par la collecte du bois de chauffe et la pêche. 

## Population
Lors du recensement de 2013, on y a dénombré 434 habitants.

## Économie
C'est un village de pêcheurs. La communauté locale mise aussi sur le développement touristique et des circuits sur le fleuve Mono sont proposés aux visiteurs.

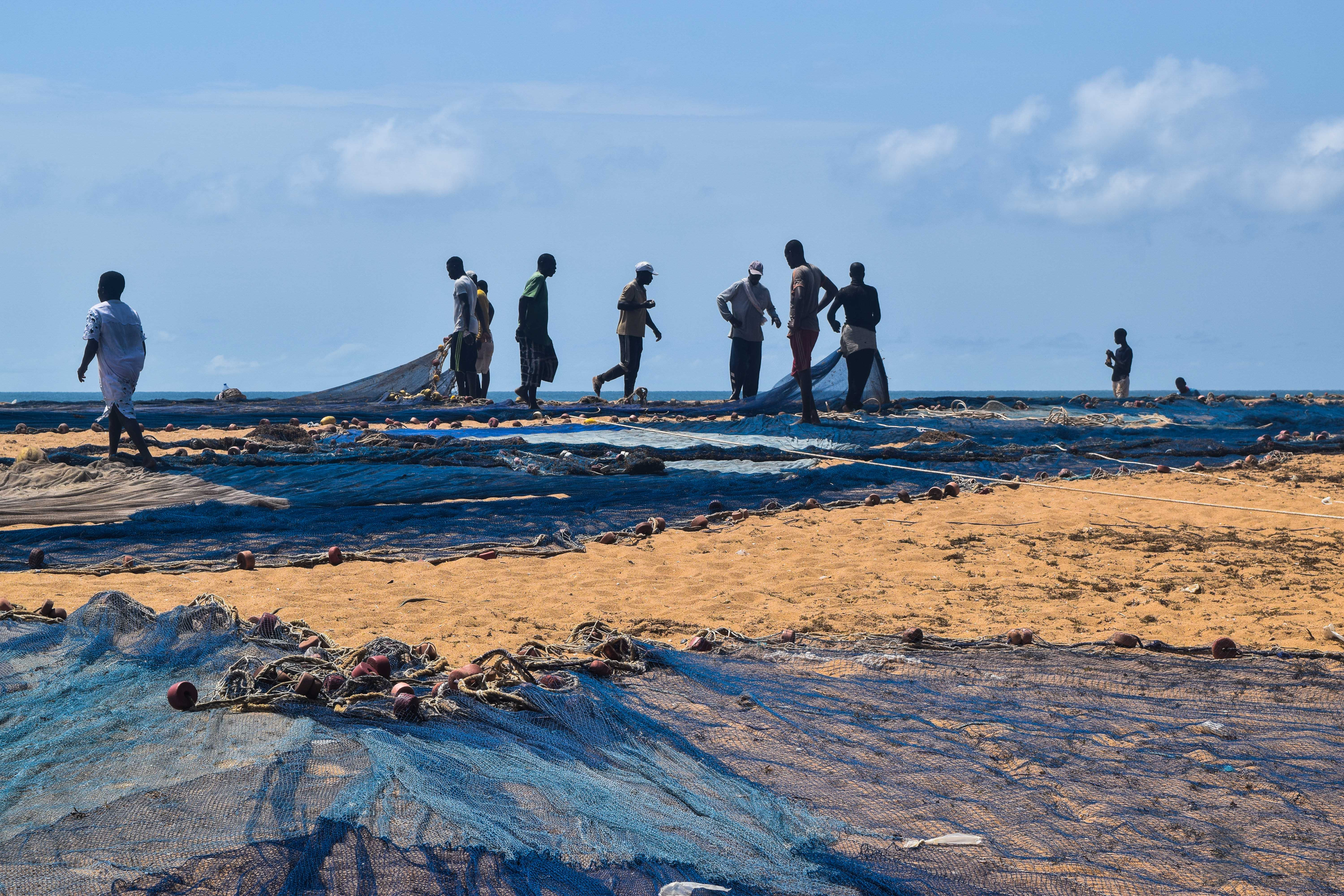
Séchage des filets après une pêche en mer.
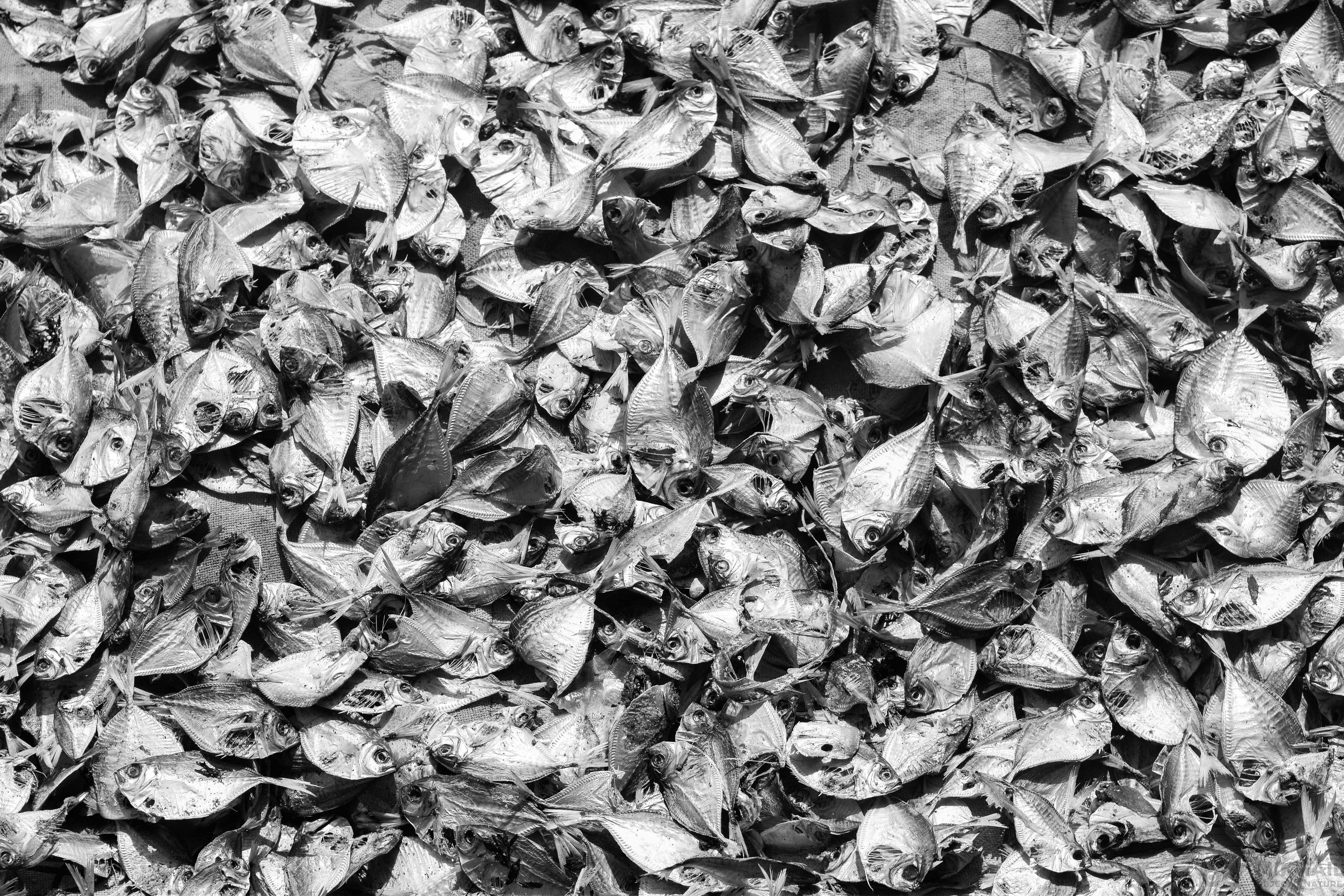
Poisson séché.

## Culture
Le culte vaudou est très présent dans le village. C'est ainsi qu'on a fait appel à une divinité respectée, le Zangbéto, pour sacraliser certains sites – notamment l'« île aux oiseaux » – et protéger l'écosystème menacé par l'homme. En effet la crainte de la sanction divine semble plus efficace auprès des villageois que les actions de sensibilisation menées jusque là par l'État et les ONG de défense de l'environnement.